# Кубок «Балтики» 1999
Кубок «Балтики» 1999 года — XXXII ежегодный международный турнир по хоккею с шайбой в рамках Еврохоккейтура. Состоялся в Москве с 16 по 21 декабря. В играх приняли участие пять команд: Россия, Чехия, Швеция, Финляндия и Канада. Сборная России под руководством Александра Якушева впервые выиграла один из этапов Евротура, проходящего уже четвёртый сезон.

## Результаты матчей
| 16 декабря 1999 15:00 | Чехия | 2 : 0 (0:0, 2:0, 0:0) | Швеция | Дворец спорта Лужники, Москва Зрителей: 1000 |

| Отчёт                                                                          | Отчёт                        | Отчёт   | Отчёт                          | Отчёт                           |
| ------------------------------------------------------------------------------ | ---------------------------- | ------- | ------------------------------ | ------------------------------- |
|                                                                                |                              |         |                                |                                 |
|                                                                                | Роман Чехманек — 00:00-60:00 | Вратари | 00:00-60:00 — Петтер Роннквист | Судьи: Карабанов Зайцев Бирюков |
|                                                                                | Голы:                        |         |                                | Судьи: Карабанов Зайцев Бирюков |
| Томаш Власак (В. Уйчик, П. Патера) — 06:46 Роман Шимичек (М. Штепанек) — 19:36 | 1:0 2:0                      |         |                                | Судьи: Карабанов Зайцев Бирюков |
|                                                                                |                              |         |                                | Судьи: Карабанов Зайцев Бирюков |
|                                                                                |                              |         |                                | Судьи: Карабанов Зайцев Бирюков |
|                                                                                |                              |         |                                | Судьи: Карабанов Зайцев Бирюков |
| 8 мин                                                                          | Штраф                        | 8 мин   |                                | Судьи: Карабанов Зайцев Бирюков |
|                                                                                |                              |         |                                |                                 |
|                                                                                |                              |         |                                |                                 |

| 16 декабря 1999 18:30 | Россия | 8 : 2 (2:1, 4:0, 2:1) | Канада | Дворец спорта Лужники, Москва Зрителей: 6000 |

| Отчёт | Отчёт                                                      | Отчёт                                                              | Отчёт                       | Отчёт                                       |
| --- | ---------------------------------------------------------- | ------------------------------------------------------------------ | --------------------------- | ------------------------------------------- |
| |                                                            |                                                                    |                             |                                             |
| | Егор Подомацкий — 00:00-49:07 Максим Соколов — 49:07-60:00 | Вратари                                                            | 00:00-60:00 — Джоакин Гэйдж | Судьи: Андерссон Игорь Химич Сергей Кулаков |
| | Голы:                                                      |                                                                    |                             | Судьи: Андерссон Игорь Химич Сергей Кулаков |
| Денис Архипов (А. Кудашов) — 15:07 Юрий Добрышкин (Д. Архипов) — 18:31 Андрей Марков (А. Кувалдин) — 23:32 Сергей Петренко — 24:30 Андрей Марков (В. Карпов) — 27:13 Александр Кувалдин (А. Харитонов, А. Прокопьев) — 30:17 Александр Кувалдин (А. Харитонов) — 49:56 Александр Хаванов (О. Шаргородский, М. Сушинский) — 51:08 | 0:1 1:1 2:1 3:1 4:1 5:1 6:1 7:1 8:1 8:2                    | 14:13 — Райан Муженель (Б. Мехалко) 59:59 — Джефф Улмер (П. Аллен) |                             | Судьи: Андерссон Игорь Химич Сергей Кулаков |
| |                                                            |                                                                    |                             | Судьи: Андерссон Игорь Химич Сергей Кулаков |
| |                                                            |                                                                    |                             | Судьи: Андерссон Игорь Химич Сергей Кулаков |
| |                                                            |                                                                    |                             | Судьи: Андерссон Игорь Химич Сергей Кулаков |
| 18 мин | Штраф                                                      | 22 мин                                                             |                             | Судьи: Андерссон Игорь Химич Сергей Кулаков |
| |                                                            |                                                                    |                             |                                             |
| | 36 (14+9+13)                                               | Броски                                                             | 16 (3+7+6)                  |                                             |

| 17 декабря 1999 15:00 | Финляндия | 3 : 1 (2:0, 1:0, 0:1) | Чехия | Дворец спорта Лужники, Москва Зрителей: 1100 |

| Отчёт                                                                                              | Отчёт                       | Отчёт                           | Отчёт                                     | Отчёт                         |
| -------------------------------------------------------------------------------------------------- | --------------------------- | ------------------------------- | ----------------------------------------- | ----------------------------- |
| |                             |                                 |                                           |                               |
| | Паси Нурминен — 00:00-60:00 | Вратари                         | 57:56-58:27, 58:50-60:00 — Душан Салфицки | Судьи: Зайцев Бирюков Кулаков |
| | Голы:                       |                                 |                                           | Судьи: Зайцев Бирюков Кулаков |
| Юха Иконен (П. Саарела) — 02:26 Юха Иконен (П. Саарела) — 12:48 Юкка Хентунен (М. Капанен) — 23:40 | 1:0 2:0 3:0 3:1             | 07:35 — Петр Чаянек (П. Патера) |                                           | Судьи: Зайцев Бирюков Кулаков |
| |                             |                                 |                                           | Судьи: Зайцев Бирюков Кулаков |
| |                             |                                 |                                           | Судьи: Зайцев Бирюков Кулаков |
| |                             |                                 |                                           | Судьи: Зайцев Бирюков Кулаков |
| 20 мин                                                                                             | Штраф                       | 46 мин                          |                                           | Судьи: Зайцев Бирюков Кулаков |
| |                             |                                 |                                           |                               |
| | 26 (10+10+6)                | Броски                          | 28 (10+10+8)                              |                               |

| 17 декабря 1999 18:30 | Канада | 0 : 4 (0:2, 0:1, 0:1) | Швеция | Дворец спорта Лужники, Москва Зрителей: 1500 |

| Отчёт  | Отчёт                    | Отчёт | Отчёт                          | Отчёт                        |
| ------ | ------------------------ | --- | ------------------------------ | ---------------------------- |
|        |                          | |                                |                              |
|        | Джейми Рэм — 00:00-60:00 | Вратари | 00:00-60:00 — Тобиас Лундстрем | Судьи: Козин Васильев Зайцев |
|        | Голы:                    | |                                | Судьи: Козин Васильев Зайцев |
|        | 0:1 0:2 0:3 0:4          | 04:33 (бол.) — Бьорн Ольстрем (Б. Нурд) 11:57 — Петер Андерссон (Н. Сундблад, Я. Ларссон) 30:59 — Кристиан Хуселиус (Б. Нурд, Мик. Юханссон) 59:40 — Йонас Эсбьорс (Х. Нурдфельдт) |                                | Судьи: Козин Васильев Зайцев |
|        |                          | |                                | Судьи: Козин Васильев Зайцев |
|        |                          | |                                | Судьи: Козин Васильев Зайцев |
|        |                          | |                                | Судьи: Козин Васильев Зайцев |
| 26 мин | Штраф                    | 14 мин |                                | Судьи: Козин Васильев Зайцев |
|        |                          | |                                |                              |
|        | 13 (4+4+5)               | Броски | 49 (13+16+20)                  |                              |

| 18 декабря 1999 14:30 | Финляндия | 2 : 3 (1:1, 1:2, 0:0) | Россия | Дворец спорта Лужники, Москва Зрителей: 9500 |

| Отчёт                                                              | Отчёт                       | Отчёт | Отчёт                         | Отчёт                      |
| ------------------------------------------------------------------ | --------------------------- | --- | ----------------------------- | -------------------------- |
|                                                                    |                             | |                               |                            |
|                                                                    | Юсси Марканен — 00:00-59:15 | Вратари | 00:00-60:00 — Егор Подомацкий | Судьи: Балеш Химич Кулаков |
|                                                                    | Голы:                       | |                               | Судьи: Балеш Химич Кулаков |
| Тимо Пярссинен (Хентунен) — 00:34 Паси Саарела (Витакоски) — 26:06 | 1:0 1:1 1:2 2:2 2:3         | 15:44 (бол) — Александр Хаванов (А. Марков) 25:06 (бол) — Равиль Гусманов (М. Бец, В. Карпов) 34:09 — Дмитрий Власенков (Ю. Добрышкин) |                               | Судьи: Балеш Химич Кулаков |
|                                                                    |                             | |                               | Судьи: Балеш Химич Кулаков |
|                                                                    |                             | |                               | Судьи: Балеш Химич Кулаков |
|                                                                    |                             | |                               | Судьи: Балеш Химич Кулаков |
| 14 мин                                                             | Штраф                       | 10 мин |                               | Судьи: Балеш Химич Кулаков |
|                                                                    |                             | |                               |                            |
|                                                                    | 23 (12+7+4)                 | Броски | 24 (5+11+8)                   |                            |

| 19 декабря 1999 14:30 | Россия | 1 : 1 (0:1, 0:0, 1:0) | Чехия | Дворец спорта Лужники, Москва Зрителей: 9500 |

| Отчёт                                     | Отчёт                         | Отчёт                                       | Отчёт                        | Отчёт                            |
| ----------------------------------------- | ----------------------------- | ------------------------------------------- | ---------------------------- | -------------------------------- |
|                                           |                               |                                             |                              |                                  |
|                                           | Егор Подомацкий — 00:00-60:00 | Вратари                                     | 00:00-60:00 — Роман Чехманек | Судьи: Андерссон Васильев Зайцев |
|                                           | Голы:                         |                                             |                              | Судьи: Андерссон Васильев Зайцев |
| Евгений Петрочинин (М. Сушинский) — 45:31 | 0:1 1:1                       | 17:01 (бол.) — Ладислав Бенышек (П. Чаянек) |                              | Судьи: Андерссон Васильев Зайцев |
|                                           |                               |                                             |                              | Судьи: Андерссон Васильев Зайцев |
|                                           |                               |                                             |                              | Судьи: Андерссон Васильев Зайцев |
|                                           |                               |                                             |                              | Судьи: Андерссон Васильев Зайцев |
| 16 мин                                    | Штраф                         | 18 мин                                      |                              | Судьи: Андерссон Васильев Зайцев |
|                                           |                               |                                             |                              |                                  |
|                                           | 29 (8+13+8)                   | Броски                                      | 24 (12+5+7)                  |                                  |

| 20 декабря 1999 | Швеция | 0 : 0 (0:0, 0:0, 0:0) | Финляндия | Дворец спорта Лужники, Москва Зрителей: 1500 |

| Отчёт | Отчёт                          | Отчёт   | Отчёт                       | Отчёт                        |
| ----- | ------------------------------ | ------- | --------------------------- | ---------------------------- |
|       |                                |         |                             |                              |
|       | Тобиас Лундстрем — 00:00-60:00 | Вратари | 00:00-60:00 — Паси Нурминен | Судьи: Козин Зайцев Васильев |
|       |                                |         |                             | Судьи: Козин Зайцев Васильев |
|       |                                |         |                             | Судьи: Козин Зайцев Васильев |
|       |                                |         |                             | Судьи: Козин Зайцев Васильев |
|       |                                |         |                             | Судьи: Козин Зайцев Васильев |
|       |                                |         |                             | Судьи: Козин Зайцев Васильев |
| 4 мин | Штраф                          | 6 мин   |                             | Судьи: Козин Зайцев Васильев |
|       |                                |         |                             |                              |
|       | 31 (9+11+11)                   | Броски  | 18 (7+5+6)                  |                              |

| 20 декабря 1999 | Чехия | 6 : 2 (2:1, 3:0, 1:1) | Канада | Дворец спорта Лужники, Москва Зрителей: 1050 |

| Отчёт | Отчёт                           | Отчёт                                                                             | Отчёт                       | Отчёт                            |
| --- | ------------------------------- | --------------------------------------------------------------------------------- | --------------------------- | -------------------------------- |
| |                                 |                                                                                   |                             |                                  |
| | Душан Салфицки — 00:00-60:00    | Вратари                                                                           | 00:00-60:00 — Джоакин Гэйдж | Судьи: Балей Шелянин Ар. Захаров |
| | Голы:                           |                                                                                   |                             | Судьи: Балей Шелянин Ар. Захаров |
| Мартин Шпангель (П. Коринек) — 12:18 Давид Выборны (Ф. Кучера) — 16:14 Иржи Выкоукал (В. Плетка, Р. Райхел) — 37:05 Мартин Шпангель (Л. Забрански, М. Штепанек) — 38:22 Петр Коринек (Д. Выборны) — 39:26 Давид Моравец — 48:15 | 0:1 1:1 2:1 3:1 4:1 5:1 6:1 6:2 | 04:33 — Джеральд Дидак (П. Джонсон, У. Норрис) 49:07 — Джеральд Дидак (Р. Савойа) |                             | Судьи: Балей Шелянин Ар. Захаров |
| |                                 |                                                                                   |                             | Судьи: Балей Шелянин Ар. Захаров |
| |                                 |                                                                                   |                             | Судьи: Балей Шелянин Ар. Захаров |
| |                                 |                                                                                   |                             | Судьи: Балей Шелянин Ар. Захаров |
| 14 мин | Штраф                           | 14 мин                                                                            |                             | Судьи: Балей Шелянин Ар. Захаров |
| |                                 |                                                                                   |                             |                                  |
| | 46 (10+18+18)                   | Броски                                                                            | 18 (5+6+7)                  |                                  |

| 21 декабря 1999 | Канада | 2 : 2 (1:1, 0:0, 1:1) | Финляндия | Дворец спорта Лужники, Москва Зрителей: 1100 |

| Отчёт                                                            | Отчёт                    | Отчёт | Отчёт                       | Отчёт                             |
| ---------------------------------------------------------------- | ------------------------ | --- | --------------------------- | --------------------------------- |
|                                                                  |                          | |                             |                                   |
|                                                                  | Джейми Рэм — 00:00-60:00 | Вратари                                                                                                   | 00:00-60:00 — Юсси Марканен | Судьи: Карабанов Васильев Бирюков |
|                                                                  | Голы:                    | |                             | Судьи: Карабанов Васильев Бирюков |
| Трой Стонье (Х. Буавер) — 03:44 Кент Симпсон (Р. Савойа) — 50:42 | 1:0 1:1 1:2 2:2          | 18:31 (бол) — Эрик Какко (Т. Людман, М. Капанен) 49:37 (бол) — Юкка Хентунен (Т. Пярссинен, Ю. Маркканен) |                             | Судьи: Карабанов Васильев Бирюков |
|                                                                  |                          | |                             | Судьи: Карабанов Васильев Бирюков |
|                                                                  |                          | |                             | Судьи: Карабанов Васильев Бирюков |
|                                                                  |                          | |                             | Судьи: Карабанов Васильев Бирюков |
| 14 мин                                                           | Штраф                    | 6 мин |                             | Судьи: Карабанов Васильев Бирюков |
|                                                                  |                          | |                             |                                   |
|                                                                  | 24 (10+2+12)             | Броски | 35 (7+14+14)                |                                   |

| 21 декабря 1999 | Швеция | 5 : 7 (4:3, 1:2, 0:2) | Россия | Дворец спорта Лужники, Москва Зрителей: 10 000 |

| Отчёт | Отчёт                                                         | Отчёт | Отчёт                         | Отчёт                                           |
| --- | ------------------------------------------------------------- | --- | ----------------------------- | ----------------------------------------------- |
| |                                                               | |                               |                                                 |
| | Тобиас Лундстрем — 00:00-20:00 Петтер Роннквист — 20:00-60:00 | Вратари | 00:00-60:00 — Егор Подомацкий | Судьи: Балей Зайцев (Химич 20:00-60:00) Кулаков |
| | Голы:                                                         | |                               | Судьи: Балей Зайцев (Химич 20:00-60:00) Кулаков |
| Кристиан Ган (Экелунд, Ольстрем) — 04:09 Микаэль Юханссон (М. Тэрнквист, К. Хуселиус) — 10:56 Кристиан Хуселиус (Ник. Юханссон) — 13:43 Магнус Юханссон (Д. Тэрнквист) — 15:12 Кристиан Хуселиус (Мик.Юханссон) — 31:59 | 0:1 1:1 1:2 2:2 3:2 4:2 4:3 4:4 5:4 5:5 5:6 5:7               | 03:34 (бол) — Александр Харитонов (А. Прокопьев) 08:21 — Денис Архипов (Д. Власенков, Ю. Добрышкин) 19:58 (бол) —Андрей Марков (Д. Власенков, С. Баутин) 21:14 — Алексей Кудашов (М. Сушинский) 38:54 — Евгений Петрочинин (О. Шаргородский, А. Кудашов) 41:31 — Максим Сушинский 51:04 — Валерий Карпов (О. Шаргородский, М. Сушинский) |                               | Судьи: Балей Зайцев (Химич 20:00-60:00) Кулаков |
| |                                                               | |                               | Судьи: Балей Зайцев (Химич 20:00-60:00) Кулаков |
| |                                                               | |                               | Судьи: Балей Зайцев (Химич 20:00-60:00) Кулаков |
| |                                                               | |                               | Судьи: Балей Зайцев (Химич 20:00-60:00) Кулаков |
| 38 мин | Штраф                                                         | 24 мин |                               | Судьи: Балей Зайцев (Химич 20:00-60:00) Кулаков |
| |                                                               | |                               |                                                 |
| | 26 (8+11+7)                                                   | Броски | 29 (8+14+7)                   |                                                 |

## Итоговая таблица
| М | Сборная   | И | В | Н | П | ШЗ | ШП | О |
| - | --------- | - | - | - | - | -- | -- | - |
| 1 | Россия    | 4 | 3 | 1 | 0 | 19 | 10 | 7 |
| 2 | Чехия     | 4 | 2 | 1 | 1 | 10 | 6  | 5 |
| 3 | Финляндия | 4 | 1 | 2 | 1 | 7  | 6  | 4 |
| 4 | Швеция    | 4 | 1 | 1 | 2 | 9  | 9  | 3 |
| 5 | Канада    | 4 | 0 | 1 | 3 | 6  | 20 | 1 |

## Индивидуальные награды
Лучшие игроки турнира
| Вратарь    | Роман Чехманек  |
| Защитник   | Петер Андерссон |
| Нападающий | Юха Иконен      |

Приз имени Бориса Федосова
 Егор Подомацкий

### Бомбардиры
|   | Игрок               | И | Г | П | О |
| - | ------------------- | - | - | - | - |
| 1 | Максим Сушинский    | 4 | 1 | 4 | 5 |
| 2 | Андрей Марков       | 4 | 3 | 1 | 4 |
| 3 | Кристиан Хуселиус   | 4 | 3 | 1 | 4 |
| 4 | Александр Харитонов | 4 | 1 | 3 | 4 |
| 5 | Алексей Кудашов     | 4 | 1 | 3 | 4 |

## Победитель
| Победитель Кубка «Балтики» 1999 |
| Россия                          |